# Petro Neporożni
Petro Stepanowycz Neporożni (ukr. Петро́ Степа́нович Непоро́жній, ros. Пётр Степа́нович Непоро́жний / Piotr Stiepanowicz Nieporożni, ur. 13 lipca 1910 we wsi Tużyliwka w guberni połtawskiej, zm. 9 lipca 1999 w Moskwie) – radziecki działacz państwowy i partyjny.

## Życiorys
Urodzony w ukraińskiej rodzinie chłopskiej, 1933 ukończył Leningradzki Instytut Inżynierów Transportu Wodnego, doktor nauk technicznych, profesor. Od 1935 pracował w instytucjach Ludowego Komisariatu Przemysłu Ciężkiego ZSRR i Ludowego Komisariatu Elektrowni ZSRR, od 1940 członek WKP(b), 1954-1957 zastępca przewodniczącego Rady Ministrów Ukraińskiej SRR, 1956-1957 przewodniczący Gosstroja Ukraińskiej SRR. 1957-1959 zastępca przewodniczącego Gospłanu Ukraińskiej SRR, 1959-1962 I zastępca ministra budownictwa elektrowni ZSRR, 1962-1963 minister energetyki i elektryfikacji ZSRR, 1963-1965 przewodniczący Państwowego Komitetu Produkcyjnego ds. Energetyki i Elektryfikacji ZSRR. 1956-1985 minister energetyki i elektryfikacji ZSRR, 1966-1971 zastępca członka, a 1971-1986 członek KC KPZR, od 1985 na emeryturze. Deputowany do Rady Najwyższej ZSRR od 7 do 11 kadencji. Odznaczony czterema Orderami Lenina. Laureat Nagrody Leninowskiej (1968). Pochowany na cmentarzu Kuncewskim w Moskwie.